# 松岡清治 (脚本家)
松岡 清治（まつおか せいじ、1932年10月31日 - ）は日本の男性脚本家。元シンエイ動画所属（文芸部長）。日本統治時代の朝鮮・大邱府（現・大韓民国 大邱広域市）出身。早稲田大学卒業。
池田一朗の薫陶を受け、同じ脚本家である水出弘一、桶谷顕、山田隆司、丸尾みほはその弟子である。
シンエイ動画所属時代には様々な同社作品で脚本を担当した。

## 参加作品

### テレビアニメ
- あしたのジョー
- あしたの勇者たち
- アンデルセン物語
- 一球さん
- 海のトリトン ※第27話は名義のみ
- 宇宙空母ブルーノア
- オバケのQ太郎
- おれは鉄兵
- 巨人の星
- 国松さまのお通りだい
- ゲッターロボ
- 侍ジャイアンツ
- ジムボタン
- スペースオズの冒険
- 珍豪ムチャ兵衛
- てんとう虫の歌
- ドラえもん（1980年 - 1993年）
- ドリモグだァ!!
- Bugってハニー
- はじめ人間ギャートルズ
- フクちゃん
- プロゴルファー猿
- 冒険コロボックル
- 魔女っ子メグちゃん
- マンガ日本経済入門
- アニメドキュメント ミュンヘンへの道
- ラ・セーヌの星
- ルパン三世 (TV第1シリーズ)
- 六法やぶれクン
- ろぼっ子ビートン

### OVA
- 紅い牙 ブルー・ソネット
- 究極のSEXアドベンチャー カーマスートラ
- のたり松太郎

### 特撮
- 魔人ハンター ミツルギ（1973年）
- 仮面ライダーアマゾン（1974年 - 1975年）
- 仮面ライダーストロンガー（1975年）

### テレビドラマ
- 美しきチャレンジャー（1971年）
- 剣道一本!（1972年）
- 中学生日記（1977年 - 1978年）

### 映画
- 明日が私に微笑みかける（1961年、山崎忠昭との共同執筆）
- 巨人の星（1969年）
- 巨人の星 行け行け飛雄馬（1969年）
- 巨人の星 宿命の対決（1970年）
- 巨人の星 大リーグボール（1970年）
- 侍ジャイアンツ（1973年）
- トルコ風呂（秘）外伝 尼僧極楽（1975年、山崎忠昭との共同執筆、日活ロマンポルノ作品）
- 主婦の体験レポート 続おんなの四畳半（1975年、山崎忠昭との共同執筆、日活ロマンポルノ作品）
- レスビアンの女王 続・桐かおる（1975年、日活ロマンポルノ作品）
- 犯す!（1976年、長谷部安春との共同執筆、日活ロマンポルノ作品）
- 花芯の刺青 熟れた壷（1976年、日活ロマンポルノ作品）
- 檻の中の妖精（1977年、日活ロマンポルノ作品）
- 女囚101 しゃぶる（1977年、日活ロマンポルノ作品）
- 幻想夫人絵図（1977年、日活ロマンポルノ作品）
- 団地妻 犯された肌（1977年、伊藤秀裕との共同執筆、日活ロマンポルノ作品）
- 海のトリトン（1979年）
- ドラえもん のび太の恐竜（1980年、藤子不二雄との連名クレジット。藤子不二雄のうち実際に執筆しているのは藤本弘）
- 団鬼六 縄炎夫人（1980年、後藤澄夫との共同執筆、日活ロマンポルノ作品）
- 団鬼六 女秘書縄調教（1981年、日活ロマンポルノ作品）
- 怪物くん デーモンの剣（1982年）

## 著書
- 『隆慶一郎 男の器量』本の森出版センター<コアラブックス>、1997年、松岡せいじ名義